# Studia Matematyczno-Przyrodnicze Uniwersytetu Jagiellońskiego
Studia Matematyczno-Przyrodnicze Uniwersytetu Jagiellońskiego – 5-letnie, interdyscyplinarne, międzywydziałowe studia zapewniające możliwość uczęszczania na zajęcia oferowane przez wszystkie wydziały matematyczno-przyrodnicze Uniwersytetu Jagiellońskiego. Wyróżnia je indywidualny tok studiów (już od ich rozpoczęcia), pod opieką tutora (opiekuna naukowego). Po drugim roku studiów studenci wybierają kierunek wiodący spośród 9 dostępnych (astronomia, biologia, chemia, fizyka, geologia, geografia, informatyka, ochrona środowiska i matematyka), którego też tytuł magistra otrzymują po ich ukończeniu.
O jakości kształcenia świadczy fakt, iż stanowiąc niespełna 1% ogólnej liczby studentów Uniwersytetu Jagiellońskiego rokrocznie w latach 1999/2000-2005/2006 zdobywali 10-20% stypendiów Ministra Nauki i Szkolnictwa Wyższego za wyniki w nauce.